# 下関市立歴史博物館
下関市立歴史博物館（しものせきしりつれきしはくぶつかん）は、山口県下関市にある市立博物館である。分館として日清講和記念館がある。

## 沿革
長府藩報國隊士であった桂弥一が、明治維新の勤皇志士の慰霊のため、1933年（昭和8年）10月20日に長門尊攘堂を設立したのが、この博物館の始まりである。長門尊攘堂は、勤皇志士の遺墨・遺品を展示し国民精神を奮い起こすことを目的としていた。第二次世界大戦後、社会情勢の推移により社会教育施設としての歴史博物館に移行し、1946年に財団法人先賢記念長府博物館、1950年に財団法人長府博物館に改称した。1980年（昭和55年）4月1日、財団法人から下関市に移管し、施設名を下関市立長府博物館に改称した 。2016年（平成28年）4月1日をもって下関市立歴史博物館と名称を改め、11月18日をもって長府川端2丁目に移転し新装開館し、現在に至る。

## 収集品
地域の歴史を裏付ける資料として、先史時代の土器から長府藩の林業の先人であった高島得三や建築関連の文書、あるいは江戸屋敷に関わる文書を収める。文学については長間本『平家物語』や、武家文化としての能楽の研究に資する収蔵品がある。
また幕末の志士の書状や愛用品などを所蔵し、高杉晋作や坂本龍馬のほか、久坂玄瑞、山縣有朋ら明治維新前夜の下関について展示を充実させた。
和同開珎遺物をはじめ、旧毛利家遺品・長州藩に関する幕末の人物の貴重な資料・乃木希典に関する資料がある。

### ユネスコ世界の記憶
2017年には朝鮮通信使に関わる収蔵品がユネスコ「世界の記憶」に選定され、平和構築の歴史を裏付ける国際的な研究に協調する。

## 下関市立長府博物館本館（旧長門尊攘堂）

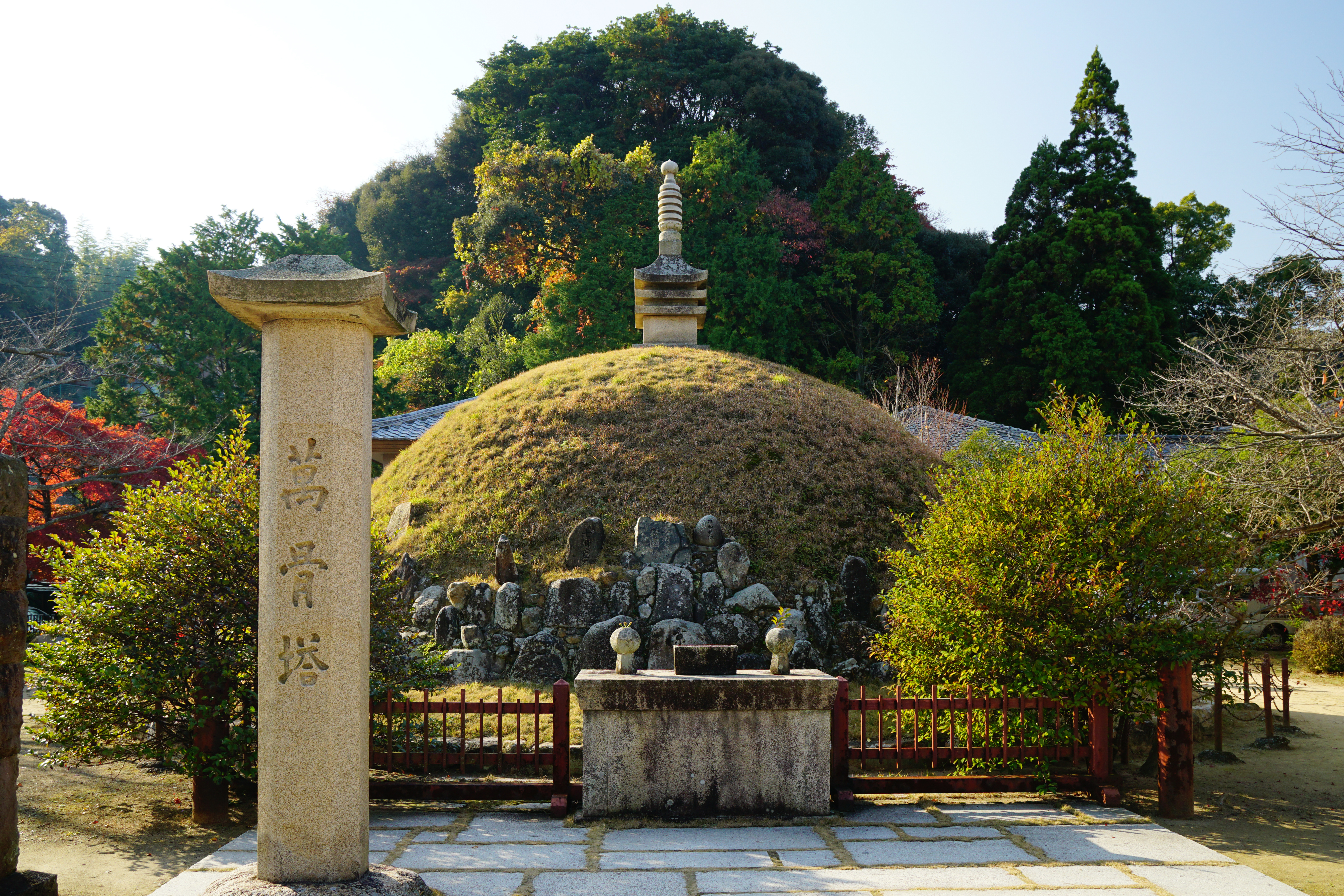
万骨塔

下関市立長府博物館本館は、1933年10月20日に長門尊攘堂として竣工された。東洋式鉄筋コンクリートで、外壁は平野石を使用、屋根は瓦葺きである。設計は潮見長彦である。長門尊攘堂は、尊皇攘夷のため命を捧げた勤皇志士の霊を祀るために建てられた。長門尊攘堂として使用されていた当時、中央には明治天皇の御真影を安置し、明治天皇並びに孝明天皇の御物をはじめ維新志士の遺墨・遺品を陳列していた。1956年に別館が、1979年に収蔵庫が併設された。1999年6月7日、国の有形文化財に登録された。2015年5月末をもって、博物館としての用途を休止した。

## 利用情報
- 開館時間 - 9時30分～17時00分（最終入館16時30分）[26]
- 休館日 - 月曜日（祝日の場合は開館）、祝日の翌日、12月28日～1月4日[27]

## 主な出版物
発行年順。
- 小田富士雄『長門下関周辺の弥生式土器 : 長府博物館蔵品整理報告書』、下関市教育委員会、1957年。NCID BN14968825。
- 椿惣一『財団法人長府博物館要覧』、長府博物館、1963年、NCID BA61195610。
- 『日本史にきざまれたふるさと : 長府博物館市移管記念特別展』下関市立長府博物館、1980年。 NCID BB22331840。
- 長府博物館友の会、長府博物館五十年史編集委員会『城下町長府の文化 : 長府博物館五十年の歩み』長府博物館友の会、1983年。	NCID BN12572856。

- 下関市立長府博物館（編）『収蔵品図録 : 下関市立長府博物館』下関市教育委員会、1986年。NCID BA86766358。
- 下関市立長府博物館『朝鮮通信使と下関 : 企画展』下関市 : 下関教育委員会、2008年。NCID BA88831778。
- 『下関市立歴史博物館常設展示図録』、2016年、NCID BB23442971。

- 『下関のオランダ宿 :本陣伊藤家と佐甲家』、2017年、NCID BB23430440。
- 『龍馬がみた下関 : 坂本龍馬没後150年記念特別展』、2017年。NCID BB25221714。
- 『朝鮮通信使 : 日韓の平和構築と文化交流の歴史 : ユネスコ「世界の記憶」登録記念特別展』2018年。 NCID BB25879110。。
- 『海峡の幕末維新 : 明治維新150年記念特別展』、2018年、NCID BB26727082。
- 『大内氏の興亡と毛利氏の隆盛 : 海峡の戦国史第1章 : 特別展』、2018年。NCID BB27358695。
- 『下関市立歴史博物館年報』、2019年。NCID AA12861875。
- 『下関の鉄道物語 : 赤間関市誕生130年記念特別展示』、2019年。NCID BB28830526。
- 『関ヶ原 : 天下分け目と毛利氏の戦い : 長府藩初代藩主毛利秀元生誕440年記念特別展』、2019年。NCID BB29199479。
- 『下関市立歴史博物館研究紀要』、2020年。NCID AA12889524。

## 関連資料
- 辛, 基秀『わが町に来た朝鮮通信使』、明石書店〈青丘文化叢書1〉、1993年。ISBN 4750304913。
- 辛, 基秀『朝鮮通信使の旅日記 : ソウルから江戸--「誠信の道」を訪ねて』、PHP研究所〈PHP新書228〉、2002年、ISBN 4569625711。
- 和田清美、魯, ゼウォン『海峡都市・下関市の生活世界 : 交流・連携, 在日コリアン, まちづくり』、学文社、2020年、ISBN 9784762029882。
- 植野弘子、上水流久彦（編）「国際交流事業における在日コリアンの参与—対馬と下関の朝鮮通信使再現行列を中心に」『人の移動』、風響社、2020年、ISBN 9784894892736。別題『帝国日本における越境・断絶・残像』。